# Briede
Die Briede ist ein Fluss in Lettland.
Die Briede entspringt rund 4 km südlich des Dorfs Dauguli westsüdwestlich von Valmiera, auf Deutsch Wolmar. Sie mündet nach einem Lauf über 42 km in nördlicher Richtung in den Burtnieker See. Den Abfluss dieses rund 40 km² großen Gewässers bildet die Salaca (Salis), die bei Salacgrīva in die Rigaer Bucht der Ostsee mündet.
Das Einzugsgebiet beträgt 443,9 km².